# 花園メリーゴーランド
『花園メリーゴーランド』（はなぞのメリーゴーランド）は、柏木ハルコによる日本の漫画。『ビッグコミックスピリッツ』（小学館）にて、2001年24号から2002年48号まで掲載された。

## ストーリー
漫画家・柏木ハルコの知人、相浦基一（仮名）は、中学3年の春休みを利用して、相浦家に先祖代々伝わる刀「烏丸」（からすまる）を探す旅に出た。不注意でバスを乗り過ごしてしまい、道に迷っていたところを少女・澄子に助けられ、家に泊めてもらう。だが、民宿だったため、宿泊費を請求された基一は財布をなくしたことに気づく。仕方なく実家から書留でお金を送ってもらい、到着するまでの間、もうしばらくお世話になることとなった。そして、基一は「柤ヶ沢」での奇妙な性的風習に巻き込まれていく。

## 登場人物
相浦基一（あいうらきいち）
15歳の中学3年生。家に伝わる「烏丸」を探すために旅に出たが、道に迷い柤ヶ沢（けびがさわ）にたどり着く。ザ・ブルーハーツのファン。
柤ヶ沢の風習「おこもり」で半ば無理矢理に童貞を卒業する。
澄子（すみこ）
中学生。家は「民宿まさがや」を経営している。無口で愛想はないが、同じザ・ブルーハーツのファンであることから基一と打ち解ける。基一が家に帰ったらライブのビデオを送ってもらう見返りとして、ブルーハーツのテレホンカードを手渡す。
口下手で行動が先に出るタイプ。そのため、色々と問題を拗れさす。基一に好意を寄せている一方、「烏丸」を橋から落とすなど反抗的な態度をとったりする。
柤ヶ沢の風習により、隣のおじさんから手ほどきを受けて処女喪失した。
基一とハルコが再び村を訪れた際、民宿は既に廃業。その近くにある「食堂はなぞの」を切り盛りしながら、小学生の長男を筆頭とした1女2男の子供を育てる26歳の母親となっていた。
みづえ
澄子とマサシの母親。33歳の大厄で村の風習である厄落としのためもあって、度々基一に迫ってくる。セックスは「メシ食うのと一緒。単なる生活の一部」と言う。
マサシ
みづえの息子、澄子の弟で中学2年。顔に似合わず基一より男性器が立派。
「おこもり」で童貞を卒業。澄子との関係に悩む基一に「夜這いして襲っちゃえば？」とアドバイスしたり、幸枝の妹に夜這いをかけようとする。
澄子の祖母
基一に「早く村から出ろ」と煩く言う。基一とみずえの関係に気付いても、特に気にするようではない。
澄子の父
長い間家を空けているが、村の祭りの時期には必ず戻ってくる。
サキ
不良中年の1人。雑貨屋で働く28歳で美人。「おこもり」で基一の筆下ろしをする。
ヤエ
不良中年の1人。下品で豪快に笑う。顔はイマイチ。「おこもり」でマサシの筆下ろしをする。
カナエ
不良中年の1人。村の手伝いをし始めた基一を強引に誘い畑でセックスをする。
幸枝
埼玉県のある中学で教師をしており、祭りのために帰省していた。良識があり、村の風習を嫌っている。マサシに間違って夜這いをかけられそうになる。
幸枝の妹
19歳。マサシが夜這いに来ると聞くと、笑って流す。祭りの時に基一が父親と鉢合わせしないよう気を付けてくれる。
村の男達
杜氏をしている人が多く、酒造りの時期は村を空けている。
春子
基一の友人、達郎の双子の妹。
基一の電話を受けて、柤ヶ沢まで迎えに来るが、変わり果てた基一の姿にショックを受け、基一を連れて村を出ようとするも、澄子や村人たちの妨害に遭い、怖い体験をすることとなる。
無事に村を脱出してから十数年後、漫画家・柏木ハルコとなった彼女は、この出来事を漫画として描くため、基一と再び村を訪れる。

## 用語
柤ヶ沢（けびがさわ）
山奥にある集落（架空）。他の地域へ行くには1本の吊り橋を渡るしかない。
当時の城主がこっそり作っておいた隠れ里。殿様が美人をさらってきて村に隠していた事から、美人が多いとも言われている。
ハルコと基一が再び村を訪れると、大規模なスキー場ができており、観光地化していた。古い風習などは廃れており、かつての村人の一部はさらに山の奥に引っ込んでいるという。
民宿まさがや
宿と言っても看板もなく、お客も電話業者などが主で普段は農業をして牛を飼ったりして暮らしている。宿泊費は一泊4,500円。
雑貨屋
不良中年がよく集まってお茶会を開いている。タオルや歯ブラシ、テレカなどを売っている。
公民館
村の神社の傍にある施設。シャワー付き。行事の時に使われる。
ハルコと基一が再び村を訪れた際にも残っており、当時の祭りの写真が飾られていた。
神社
村のお祭りで中心になる場所。奥は洞窟になっており、御神体が祀られている。
谷竹村
父親の故郷で基一の本来の目的地。
烏丸（からすまる）
相浦家に先祖代々伝わる日本刀。祖父が脳溢血で倒れた際、谷竹村にある寺の住職に「この刀に祟りがあるからお祓いする」と持って行かれ、そのまま行方不明となる。何とか所在がわかるが、澄子によって橋の上から投げ落とされる。その後も澄子が手元に置くなど、基一を引き留めるための手段に使われた。
刃の切れ味は悪いが、基一と春子が村を逃げる時に大活躍する。
サクラタケ
殿様の好物。裏切って殿様を殺した側近はサクラタケを食べられない体質だったことから、客人に振る舞い、食べられるか食べられないかで信用できるかどうかを占うようになったという風習が残っている。
おこもり
童貞の若い男たちが、くじ引きで年上の女性とペアを組んで性交し、女性の扱いを実地に学ぶ儀式。いわゆる集団形式の「筆下ろし」である。作中では男4、女4（不良中年）で行っていたところへ基一が闖入。まさえも基一を探しに来て儀式に加わる。
幸枝曰く、児童福祉法など現行の法律では「違法」となるため、村人たちはこの風習の存在が外に漏れるのを非常に恐れている。

## 書誌情報
- 柏木ハルコ 『花園メリーゴーランド』 小学館〈ビックスピリッツコミック〉、全5巻[1]
  1. 暗闇の向こう側（2001年11月1日初版発行）、ISBN 4-09-186361-2
  2. トップシークレットの夜（2002年2月1日初版発行）、ISBN 4-09-186362-0
  3. 今は雪の中（2002年5月1日初版発行）、ISBN 4-09-186363-9
  4. 祭の朝（2002年8月1日初版発行）、ISBN 4-09-186364-7
  5. 宴（2003年1月1日初版発行）、ISBN 4-09-186365-5